# Rock and roll
Rock and Roll (thường viết là rock & roll hoặc rock 'n' roll) là một thể loại nhạc đại chúng có nguồn gốc và phát triển ở Hoa Kỳ trong cuối thập niên 1940 và đầu thập niên 1950, xuất phát từ phong cách âm nhạc của người Mỹ gốc Phi như nhạc Phúc âm, jazz, boogie woogie, rhythm and blues và nhạc đồng quê. Trong khi chất liệu rock and roll có thể nghe thấy trong các bản nhạc blues từ thập niên 1920 và bản nhạc đồng quê thập niên 1930, thể loại này vẫn không có tên chính thức cho đến thập niên 1950.
Theo Greg Kot, "rock and roll" có thể chỉ một phong cách âm nhạc đại chúng có nguồn gốc ở Hoa Kỳ thập niên 1950 trước khi phát triển vào giữa thập niên 1960, trở thành "một phong cách quốc tế đa dạng hoàn thiện hơn, được biết đến chính là nhạc rock". Nhằm mục đích phân biệt, bài viết này chỉ đề cập đến khái niệm đầu tiên.